# Хомме, Джош
Джош Майкл Хомме (в других транскрипциях Хомм, Хомме, Омм или Омме; англ. Josh Michael Homme; р. 17 мая 1973 года, Джошуа-Три, Калифорния) — американский музыкант и продюсер, основатель групп в стиле стоунер-рок Kyuss и Queens of the Stone Age. В 2009 году вместе с Дейвом Гролом и Джоном Полом Джонсом основал новый проект Them Crooked Vultures, в котором поёт и играет на гитаре.

## Биография
Джош родился 17 мая 1973 года. Начал играть на гитаре в 9 лет, когда его родители не поддержали желание сына играть на ударных.

### Музыкальная карьера
В 1987 году, в возрасте 14 лет, Хомме со своими друзьями по школе основал свою первую группу Sons of Kyuss в которой играл на гитаре. Kyuss стали своеобразным феноменом того времени благодаря своему психоделическому звучанию. В 1995 году группа распалась, а Хомме отправился в турне вместе с группой Screaming Trees, но вскоре покинул коллектив. Это был короткий временной промежуток, близкий к окончанию существования Screaming Trees, однако он наметил начало отношений Хомме с Марком Ланеганом. Ланегана можно услышать на каждом альбоме QOTSA за исключением первого. Правда, по некой уже сложившийся традиции, приглашенных участников услышать в песнях трудно, не зная, что они участвовали в записи (во всей красе это явление предстает перед нами в песне Fairweather Friends с альбома ...Like Clockwork).
В 1997 году Джош Хомме основал Queens of the Stone Age и хотел пригласить Марка Ланегана из Screaming Trees на место вокалиста, но тот отказался и Хомме впервые попробовал себя в этой роли. Ему понравилось, как, впрочем, и их тогдашнему басисту — Нику Оливери. В том же году Джош Хомме основал группу The Desert Sessions, коллектив которой постоянно менялся. В одном из интервью он описал The Desert Sessions:
“На самом деле "Сессии" это своего рода демо-проект, песни которого мы позже дорабатывали и растаскивали по своим альбомам”
В 1998 году, вместе с Джесси Хьюзом, Хомме основывает коллектив Eagles of Death Metal, с которым записывает в общем счёте три альбома. В 2009 году Джош Хомме вместе с Дейвом Гролом и Джоном Полом Джонсом снова организовывает новую группу — Them Crooked Vultures.
Хомме был женат на Броди Даль, певице группы Spinnerette и The Distillers. От этого брака у них было три ребёнка: Камилль Харли Джоан Хомме (17 января 2006), Оррина Райдера Хомме (12 августа 2011) и Вулфа Диллона Риза Хомме (13 февраля 2016) . Хомме увлекается коллекционированием бонгов.